# Lerbäck-Snavlunda pastorat
Lerbäck-Snavlunda pastorat var ett pastorat inom Svenska kyrkan i Södra Närkes kontrakt av Strängnäs stift. Pastoratet hade pastoratskoden 041105 och låg i Askersunds kommun. Pastoratet uppgick 1 januari 2022 i Askersunds pastorat.
Pastoratet omfattade följande församlingar:
- Lerbäcks församling
- Snavlunda församling

Namnet var före 2015 Lerbäcks pastorat 